# Anže Ropret
Anže Ropret (* 23. November 1989 in Ljubljana, SR Slowenien, Jugoslawien) ist ein ehemaliger slowenischer Eishockeyspieler, der für die slowenische Nationalmannschaft an zwei Weltmeisterschaften der Division I teilgenommen hat. Zudem wurde er fünfmal slowenischer Meister.

## Karriere
Anže Ropret begann seine Karriere als Eishockeyspieler in seiner Heimatstadt in der Nachwuchsabteilung von HDD Olimpija Ljubljana, für dessen Profimannschaft er von 2005 bis 2007 in der slowenischen Eishockeyliga aktiv war und mit der er in der Saison 2006/07 den slowenischen Meistertitel gewann. Anschließend wechselte der Flügelspieler für ein Jahr zu den Foreurs de Val-d’Or aus der kanadischen Juniorenliga QMJHL, die ihn im CHL Import Draft des Jahres an 36. Stelle ausgewählt hatten. In dieser erzielte er in 53 Spielen vier Tore und gab acht Vorlagen. Daraufhin kehrte er zu HDD Olimpija zurück, für das er seither parallel in der Österreichischen Eishockey-Liga und der slowenischen Liga auf dem Eis steht. 2013, 2014 und 2016 wurde erneut slowenischer Landesmeister mit seinem Team und gewann 2016 zudem den Pokalwettbewerb. Nachdem er von 2016 bis 2019 beim ungarischen Hauptstadtklub Újpesti TE gespielt hatte, kehrte er nach Ljubljana zurück und gewann mit dem HK Olimpija 2020 den slowenischen Pokalwettbewerb, 2021 die Alps Hockey League und 2022 den slowenischen Meistertitel. Anschließend beendete er seine Karriere.

### International
Für Slowenien nahm Ropret im Juniorenbereich an den U18-Junioren-Weltmeisterschaften der Division I 2006 und 2007 sowie den U20-Junioren-Weltmeisterschaften der Division I 2007, 2008 und 2009 teil.
Bei der Weltmeisterschaft 2016 gab er in der Division I sein Debüt in der Nationalmannschaft der Herren und stieg mit ihr in die Top-Division auf. Nachdem die Mannschaft 2017 ohne ihn wieder abgestiegen war, spielte er 2018 erneut in der Division I.

## Erfolge und Auszeichnungen
- 2007 Slowenischer Meister mit HDD Olimpija Ljubljana
- 2013 Slowenischer Meister mit HDD Olimpija Ljubljana
- 2014 Slowenischer Meister mit HDD Olimpija Ljubljana
- 2016 Slowenischer Meister und Pokalsieger mit HDD Olimpija Ljubljana
- 2016 Aufstieg in die Top-Division bei der Weltmeisterschaft der Division I, Gruppe A
- 2020 Slowenischer Pokalsieger mit dem HK Olimpija
- 2021 Gewinn der Alps Hockey League mit dem HK Olimpija
- 2022 Slowenischer Meister mit dem HK Olimpija

## Statistik
(Stand: Ende der Saison 2021/22)